# Lajčo Jaramazović
Lajčo Jaramazović (Đurđin, 9. rujna 1905. – Subotica, 18. travnja 1963.) je bio vojvođanski politički dužnosnik, simpatizer partizanskog pokreta., visoki politički dužnosnik u Srbiji.
Sin iz srednje imućne obitelji zemljoradnika Hrvata, Marijana i Magdalene r. Crnković. Pučku školu završio je u Gornjem Tavankutu u salaškoj školi i pet razreda gimnazije u Subotici. Radio na roditeljskom salašu u Gornjem Tavankutu (Skenderevo). Međuratni pristaša HSS-a, organizator boravka njihova izaslanika Ljudevita Tomašića u Tavankutu za vrijeme dok su Cvetković i Maček pregovarali o stvaranju Banovine Hrvatske. Premda HSS-ovac, učlanio se i u KPJ.
Kad je Mađarska okupirala Bačku, pridružio se pokretu otpora i radu ilegalne ćelije KPJ. Na njegovim su salašima u Skenderevu i Đurđinu iskopane zemunice koje su bile partizanske baze (Alkazar). Istakao se skrivanjem članova pokreta otpora i cijelih židovskih obitelji, koje je skrivao u salaškim gospodarskim zgradama i u svojoj kući u Subotici. Jaramazović je udomio na svom salašu Subotički partizanski odred kad je došao u taj kraj rujna 1944. Svesrdna Jaramazovićeva financijska i materijalna potpora partizanskom pokretu bila je uzor mnogim tamošnjim Hrvatima koji su se kao i on pridružili partizanima.
Bio je jednim od vodećih ljudi zajednice subotičkih Hrvata nakon oslobođenja, u kojoj su tu ulogu preuzeli partizani poput Jaramazovića i Gezu Tikvickog te prijeratnih ljevičara kao što su Balint Vujkov, Matija Poljaković, Antun Vojnić Purčar, Blaško Vojnić Hajduk, Marko Peić i drugi.
Od 1944. do 1945. je godine obnašao dužnost gradonačelnika grada Subotice kao predsjednik Gradskog NOO-a. Na njegovo je mjesto došao Milan Milanković. Bio je članom vojvođanskog izaslanstva izvanrednoj sjednici antifašističke skupštine narodnog oslobođenja Srbije koja se je održala od 7. do 9. travnja 1945. godine, na kojoj se donilo zakon o narodnoj vladi Srbije. S Jaramazovićem su u tom izaslanstvu bili Blaško Rajić, Vasa Stajić, Jovan Veselinov, Aleksandar Moč, Aleksandar Šević, Alimpije Popović, Stevan Doronjski, Pál Sóti, Petar Masnić i drugi. Jaramazović je bio predsjednik Narodnog odbora za subotički okrug. Poslije je bio ministrom u vladi Srbije.
Član Glavnog NOO-a Vojvodine, vijećnik AVNOJ-a na 3. zasjedanju kolovoza 1945., zastupnik odžačkog kotara u Privremenoj skupštini DFJ, Ustavotvornoj skupštini 1945. i Narodnoj skupštini FNRJ 1945. – 63., Narodnoj skupštini NR Srbije i AP Vojvodine. Zastupnik izbornog kotara Bačka Palanka. Savjetnik ministarstva poljoprivrede NR Srbije, ministar bez lisnice u Vladi NR Srbije i ministar komunalnih poslova. Član Fakultetskog vijeća Poljoprivrednog fakulteta u Beogradu, SUBNOR-a, Narodnog fronta Srbije (budući SSRN).
Nakon drugog svjetskog rata bio je davatelj podataka Jurju Andrassyju kod rješavanja pitanja Bajskog trokuta 1945. godine. Radio je na pripajanju tog područja Jugoslaviji. Te je godine Federalna Hrvatska izaslala Jurja Andrassyja, a suradnici su mu za sjeveroistočne granice Hrvatske, odnosno za područje Bajskog trokuta bili su Blaško Rajić, Grga Skenderović i Vinko Žganec. Jaramazović je Andrassyju svojim vezama omogućio pristup vođama Hrvata iz tog kraja. Da bi se prikupilo podatke u svezi s mogućim novim razgraničenjem s Mađarskom, odnosno da bi se pomoglo uključiti Bajski trokut u novu Jugoslaviju na osnovi gospodarskog, prometnog i etnografskog interesa, angažiralo se dobavljače podataka. Tu su bili stručnjaci i lokalci (v. Antifašistički front Slavena u Mađarskoj). Od stručnjaka bili su tu Mihovil Katanec i Matija Evetović, Lajčo Jaramazović, Mato Škrabalo i drugi. S druge strane bio je Antun Karagić iz Gare. Nepovoljne političke okolnosti, sovjetsko protivljenje, nezainteresiranost jugoslavenskog državnog vrha odnosno kasnija odluka Vlade DF Jugoslavije da neće pokretati pitanje granice prema Mađarskoj ako Mađarska osigura jugoslavenskim manjinama autonomna prava u sferi kulture i obrazovanja, dovela je do toga da se pitanje tih granica više nikad nije pokretalo, a zatim kasniji sukob sa Staljinom, rezolucija Informbiroa zacementiralo je stanje.
Kad je ljeta 1945. Đilasova komisija radila razgraničavala Hrvatsku i Srbiju, konzultirala je istaknute subotičke Hrvate i Srbe. Od Hrvata tu je bio Lajčo Jaramazović. Razilazio se s nekim Hrvatima. Bio je suprotnog mišljenja od Grge Skenderovića. Htio je da subotički okrug pripadne Vojvodini. Priključenje subotičkog okruga Hrvatskoj uvjetovao je priključenjem Bajskog trokuta Jugoslaviji i uz uvjet da se na sjever Vojvodine kolonizira i Hrvate.
Aktivan na kulturnom polju. Organizirao obnovu djelatnosti Hrvatskog seljačkog prosvjetnog društva Seljačka sloga za cijelu Bačku, posebice ogranka u Baču veljače 1947. Travnja 1947. zalagao se za organiziranje smotre hrvatskih društava, pjesme, plese i običaja bačkih Hrvata u Subotici.
Protivio se kopiranju sovjetskog obrasca poljoprivrede. Nije se slagao s prisilnim otkupima i utjerivanjima seljaka u seljačke i poljoprivredne zadruge protiv njihove volje. Zbog toga se razišao s komunističkim vlastima i na vlastiti zahtjev umirovljen je 1958., nakon čega se bavio poljoprivredom.
Bio je prvi predsjednik nogometnog kluba Spartaka iz Subotice.